# 西北湾镇
西北湾镇，是中华人民共和国新疆维吾尔自治区昌吉回族自治州奇台县下辖的一个乡镇级行政单位。
2016年1月9日，新疆维吾尔自治区人民政府批复同意撤销西北湾乡建制，设立西北湾镇。

## 行政区划
西北湾镇下辖以下地区：
牧业村、小屯村、二屯村、三屯村、柳树河子村、北湾村、头屯村、西湾村、菜园子村、猪场和八户地牧场村。